# Панджоб (мечеть)
Мечеть Панджо́б (узб. Panjob masjidi; перс. مسجد پنجاب‎) — действующая джума-мечеть иснаашаритского толка шиитского мазхаба ислама, расположенная в Самарканде. Одна из немногих шиитских мечетей в Узбекистане и Средней Азии.
Название мечети происходит от одного из исторических районов Самарканда — Панджо́б, где в основном проживают среднеазиатские иранцы. Мечеть расположена именно в этом районе. Название самого района происходит от персидского и таджикского языков и переводится как Пять вод или Пятиречье (пандж — пять + об — вода/река).
Данная мечеть была построена в XIX веке и использовалось по своему назначению до 1924 года, а после образования СССР мечеть была закрыта и в последующие годы здание перешло в ведомство различных организаций. В те годы мечеть Панджоб имела статус медресе и была частью комплекса, в который входила не сохранившаяся до наших дней шиитская мечеть с высоким минаретом, архитектором которой являлся местный зодчий и купец Ходжа́ Абдураи́м. В те годы в медресе обучали религиозным и светским наукам. В этот же комплекс также входил хаммам До́вути Панджо́б, который также был построен Ходжой Абдураимом после его возвращения с паломничества в иранские города Мешхед, Нишапур, Исфахан, Шираз, Йезд и Кум. Чертёж и план данного хаммама он привёз из Мешхеда. Данный комплекс украшали также чайхана и хауз.
В начале 1990-х годов мечеть и примыкающее медресе были заново капитально отреставрированы усилиями властей по инициативе местной общины среднеазиатских иранцев, которые исповедуют шиитский мазхаб ислама, в отличие от окружающих их узбеков и таджиков, которые придерживаются суннитского мазхаба ислама. В последующие годы в мечети также проводились небольшие реставрационные работы. В реставрационных работах также участвовали приглашённые мастера из Ирана.
Мечеть Панджоб является действующей и принимает верующих и паломников. Ежегодно в мечети проходит шиитский траурный обряд — Ашура. Как было сказано выше, мечеть Панджоб находится в одноимённой махалле, населённая в основном среднеазиатскими иранцами и таджиками, к мечети примыкает медресе, построенное также в XIX веке, которое является недействующим и является архитектурным памятником. Внутри дворика данного медресе находится бронзовый памятник известному персидскому поэту и писателю Фирдоуси. Интересной особенностью данного памятника является то, что статуя является точной копией памятнику Фирдоуси в Риме. Чуть дальше мечети и медресе расположено шиитское кладбище и культурный центр среднеазиатских иранцев.